# 久保講堂
久保講堂（日语： Kubōkōdō */?）是一座位於日本栃木縣真岡市田町的講堂，建於1938年，及後於1986年時遷移至現址，為登錄有形文化財。

## 概要
1937年，美術評論家久保貞次郎為了慶祝其祖父久保六平的八十大壽，向真岡小學校提出興建講堂。當時講堂的造價達4萬8千日元，按現在的價值換算至少達1億日元，全數由久保家捐出。為表謝意，真岡町議會原本表示希望樹立久保六平的半身雕像，但是遭到拒絕，最終才答應以其姓氏來命名講堂。當時，不單指真岡市，芳賀郡內也並不存在可以容納一千人的建築物，因此經常有各種活動在久保講堂內舉辦，市議會也曾經使用此建築物。
1979年，由於真岡小學校的體育館落成，加上講堂開始老化而面臨了可能被拆卸的局面。然而，由於真岡小學校的校友發起了聯署運動，希望保留講堂。1981年，講堂的建築師遠藤新的兒子建築師遠藤樂率領了專家展開了實地考察，認為「講堂是寶物，無論遷移需要花費多少都應該保存下來活用」（久保講堂は大変な宝物、移築にいくらかかっても残して活用すべき）。最終，講堂在1986年遷移至現址。及後，講堂內持續有大大小小的活動舉行，真岡市甚至稱講堂是「真岡市的藝術和文化的殿堂」（真岡市の芸術・文化の殿堂）。1997年5月7日，講堂獲文化廳指定為登錄有形文化財，這是栃木縣內首次有建築物獲指定為登錄有形文化財。
講堂內部分為會議室和會堂，均需要繳交費用和填寫申請書才可以使用，因此平常並不對外開放。此外，講堂也是日本女子偶像組合乃木坂46單曲《及時行事》的音樂錄影帶的拍攝場地之一。

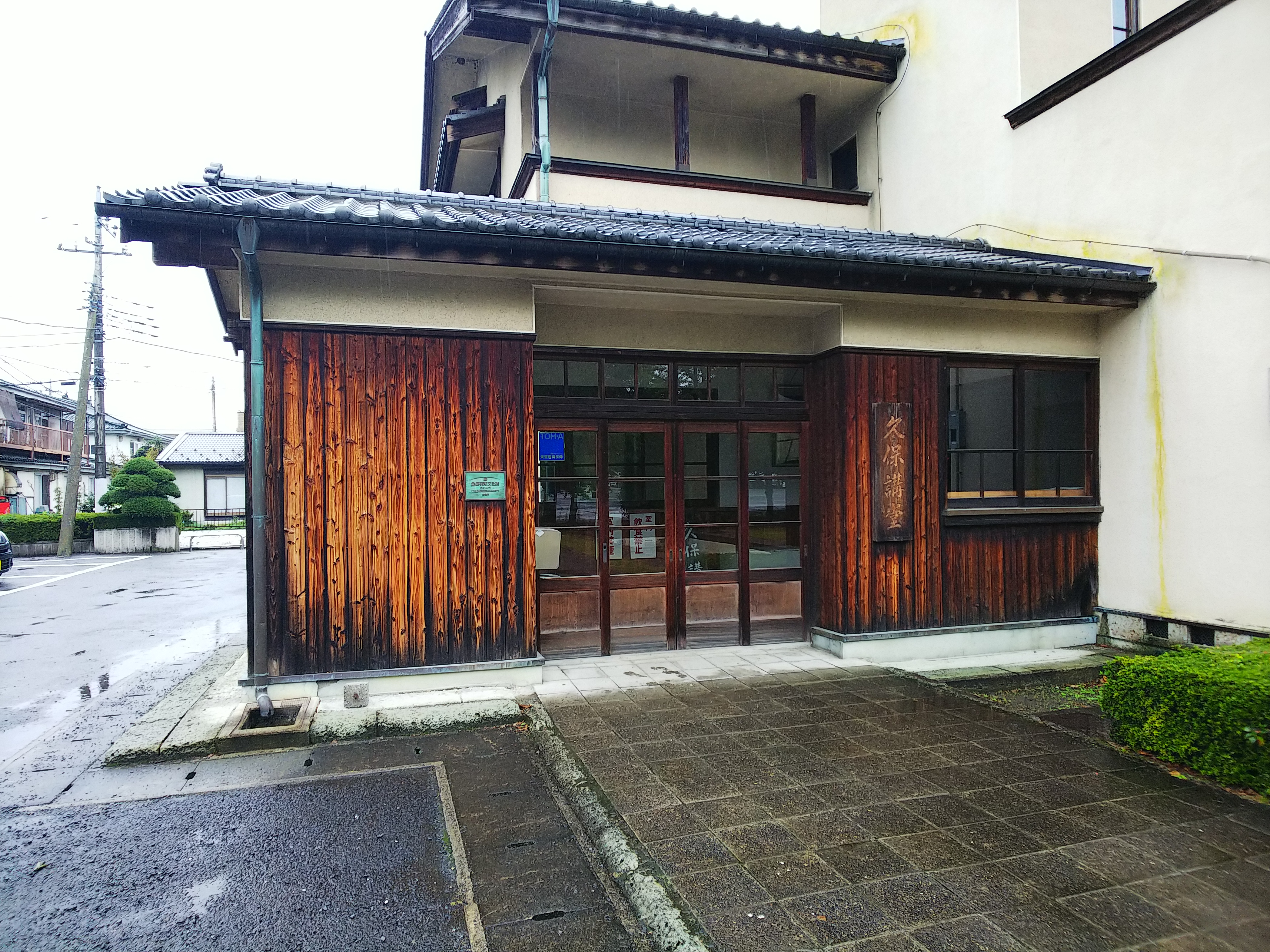
入口
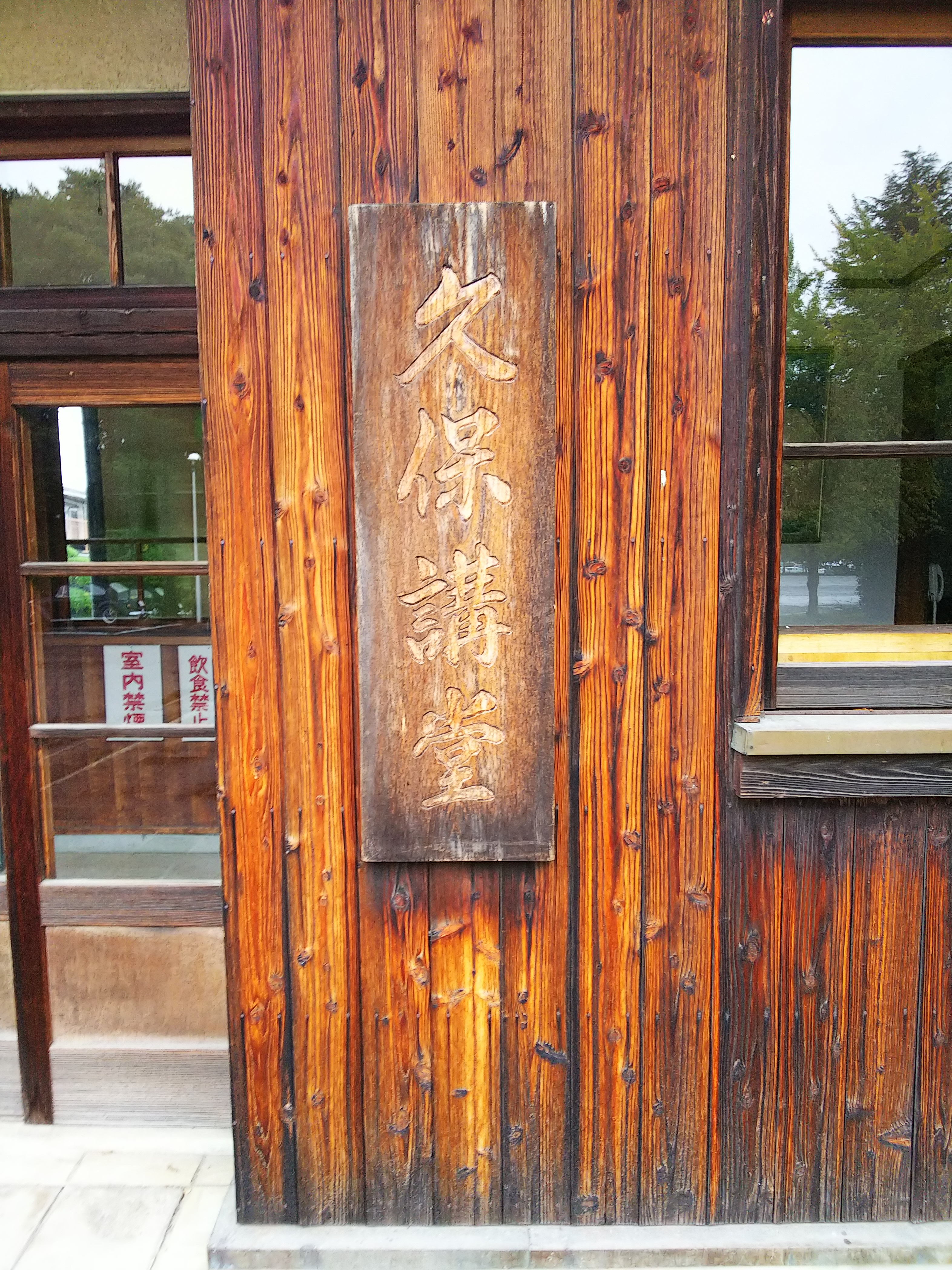
木牌
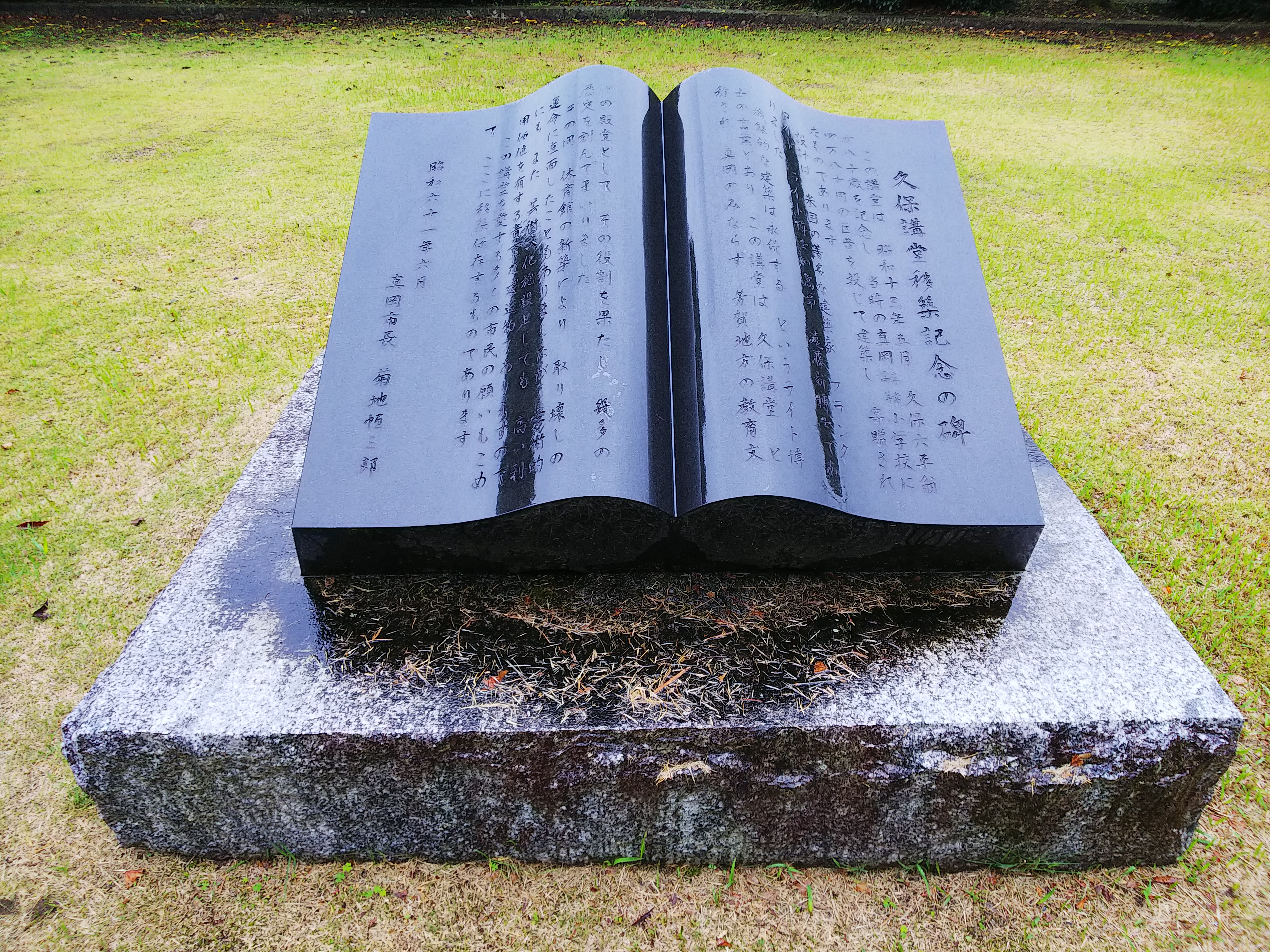
遷移紀念碑